# Курземе (Рига)
Район Курземе (на латвийски: Kurzemes rajons) е една от шестте административни единици, които изграждат латвийската столица Рига. Районът се намира в северозападната част на града. Официално е създаден като административна единица през 1969 под името Ленинград и получава сегашното си име на 28 декември 1990. Районът е кръстен на историко-културния район на Латвия Курземе. Земгале е третият по население район на Рига с общо 133 948 жители към 2009. Общата му площ от 79,04km² го прави териториално най-голямата административна единица на столичния град. Граничи с предградието Земгале, район Център и район Север.

## Квартали
| - Болдерая - Волери - Даугавгрива - Дзирциемс - Засулаукс - Илгуциемс |  | - Иманта - Клейсти - Кипсала - Ритабули - Спилве |

## Етническа структура
- Латвийци – 48 772 (36,24%)
- Руснаци – 62 649 (46,56%)
- Беларуси – 6365 (4,73%)
- Украинци – 6010 (4,46%)
- Поляци – 2577 (1,91%)
- Други – 8180 (6,07%)